# Aconitum jenisseense
Aconitum jenisseense är en ranunkelväxtart som beskrevs av A.V. Polozhii. Aconitum jenisseense ingår i släktet stormhattar, och familjen ranunkelväxter. Inga underarter finns listade i Catalogue of Life.